# پایلت پوینت (آلاسکا)
پایلت پوینت، آلاسکا (به انگلیسی: Pilot Point) یک شهر در ایالات متحده آمریکا است که در Lake and Peninsula Borough واقع شده‌است.

## خصوصیات
پایلت پوینت ۳۶۳٫۹ کیلومترمربع مساحت دارد و ۲۵ متر بالاتر از سطح دریا واقع شده‌است. در سرشماری سال ۲۰۱۰ این شهر ۶۸ نفر جمعیت داشت.